# كوبر (تكساس)
كوبر (بالإنجليزية: Cooper, Texas)‏ هي مدينة تقع بولاية تكساس في شمال شرق الولايات المتحدة. تأسست عام 1870، تبلغ مساحة هذه المدينة 3.9 (كم²)، وترتفع عن سطح البحر 147 م، بلغ عدد سكانها 1969 نسمة في عام 2010 حسب إحصاء مكتب تعداد الولايات المتحدة وتصل الكثافة السكانية فيها 504.9 نسمة/كم2.

## التركيبة السكانية
حدّد مكتب تعداد الولايات المتحدة بيانات التركيبة السكانية لكوبر في تعداد الولايات المتحدة. في ما يلي، التركيبة السكانية حسب تعدادي 2000 و2010.

### تعداد عام 2000
بلغ عدد سكان كوبر 2,150 نسمة بحسب تعداد عام 2000، وبلغ عدد الأسر 849 أسرة وعدد العائلات 548 عائلة مقيمة في المدينة. في حين سجلت الكثافة السكانية 565.8 نسمة لكل كيلومتر مربع (1,465.4/ميل2). وبلغ عدد الوحدات السكنية 983 وحدة بمتوسط كثافة قدره 258.7 لكل كيلومتر مربع (670.0/ميل2).
وتوزع التركيب العرقي للمدينة بنسبة 80.23% من البيض و15.58% من الأمريكيين الأفارقة و0.51% من الأمريكيين الأصليين و0.09% من الأمريكيين ذوي الأصول الآسيوية و0.05% من سكان جزر المحيط الهادئ و1.44% من الأعراق الأخرى و2.09% من عرقين مختلطين أو أكثر و3.95% من الهسبانيون أو اللاتينيون من أي عرق.
بلغ عدد الأسر 849 أسرة كانت نسبة 34.4% منها لديها أطفال تحت سن الثامنة عشر تعيش معهم، وبلغت نسبة الأزواج القاطنين مع بعضهم البعض 46.9% من أصل المجموع الكلي للأسر، ونسبة 13.8% من الأسر كان لديها معيلات من الإناث دون وجود شريك،  بينما كانت نسبة 3.9% من الأسر لديها معيلون من الذكور دون وجود شريكة وكانت نسبة 35.5% من غير العائلات. تألفت نسبة 33% من أصل جميع الأسر من عدة أفراد يعيشون في نفس المنزل ونسبة 18% كانت تتألف من شخص يعيش بمفرده يبلغ من العمر 65 عاماً أو أكثر. وبلغ متوسط حجم الأسرة المعيشية 2.41، أما متوسط حجم العائلات فبلغ 3.07.
بلغ العمر الوسطي للسكان 38.2 عاماً. وكانت نسبة 26.4% من القاطنين تحت سن الثامنة عشر، وكانت نسبة 7.5% بين الثامنة عشر والرابعة والعشرين عاماً، ونسبة 23.3% كانت واقعةً في الفئة العمرية ما بين الخامسة والعشرين والرابعة والأربعين عاماً، ونسبة 20.3% كانت ما بين الخامسة والأربعين والرابعة والستين، ونسبة 17.7% كانت ضمن فئة الخامسة والستين عاماً فما فوق. يوجد لكل 100 أنثى 82.0 ذكر، ويوجد لكل 100 أنثى في الثامنة عشر من عمرها فما فوق 76.0 ذكر.
بلغ متوسط دخل الأسرة في المدينة 21,400 دولارًا، أما متوسط دخل العائلة فبلغ 27,784 دولارًا. وكان متوسط دخل الذكور 25,592 دولارًا مقابل 17,500 دولارًا للإناث. وسجل دخل الفرد الخاص بالمدينة 13,815 دولارًا. وكانت نسبة 21.2% من العائلات ونسبة 24.7% من السكان تحت خط الفقر، وكان من هؤلاء نسبة 30.3% تحت سن الثامنة عشر ونسبة 24.3% في الخامسة والستين من العمر وما فوق.

### تعداد عام 2010
بلغ عدد سكان كوبر 1,969 نسمة بحسب تعداد عام 2010، وبلغ عدد الأسر 771 أسرة وعدد العائلات 500 عائلة مقيمة في المدينة. في حين سجلت الكثافة السكانية 518.2 نسمة لكل كيلومتر مربع (1,342.1/ميل2). وبلغ عدد الوحدات السكنية 897 وحدة بمتوسط كثافة قدره 236.1 لكل كيلومتر مربع (611.5/ميل2).
وتوزع التركيب العرقي للمدينة بنسبة 77.25% من البيض و14.83% من الأمريكيين الأفارقة و1.17% من الأمريكيين الأصليين و1.12% من الأمريكيين ذوي الأصول الآسيوية و2.79% من الأعراق الأخرى و2.84% من عرقين مختلطين أو أكثر و6.15% من الهسبانيون أو اللاتينيون من أي عرق.
بلغ عدد الأسر 771 أسرة كانت نسبة 34.2% منها لديها أطفال تحت سن الثامنة عشر تعيش معهم، وبلغت نسبة الأزواج القاطنين مع بعضهم البعض 42.8% من أصل المجموع الكلي للأسر، ونسبة 17.8% من الأسر كان لديها معيلات من الإناث دون وجود شريك،  بينما كانت نسبة 4.3% من الأسر لديها معيلون من الذكور دون وجود شريكة وكانت نسبة 35.1% من غير العائلات. تألفت نسبة 31.5% من أصل جميع الأسر من عدة أفراد يعيشون في نفس المنزل ونسبة 15.4% كانت تتألف من شخص يعيش بمفرده يبلغ من العمر 65 عاماً أو أكثر. وبلغ متوسط حجم الأسرة المعيشية 2.46، أما متوسط حجم العائلات فبلغ 3.09.
بلغ العمر الوسطي للسكان 40.2 عاماً. وكانت نسبة 25.9% من القاطنين تحت سن الثامنة عشر، وكانت نسبة 9.3% بين الثامنة عشر والرابعة والعشرين عاماً، ونسبة 20.5% كانت واقعةً في الفئة العمرية ما بين الخامسة والعشرين والرابعة والأربعين عاماً، ونسبة 24.6% كانت ما بين الخامسة والأربعين والرابعة والستين، ونسبة 19.7% كانت ضمن فئة الخامسة والستين عاماً فما فوق. وتوزع التركيب الجنسي للسكان بنسبة 45.7% ذكور و54.3% إناث.

## أعلام
- بام موريس
- رون موريس

## وصلات خارجية
- The US50 - Cities and Towns in Texas State